# Ливарна модель

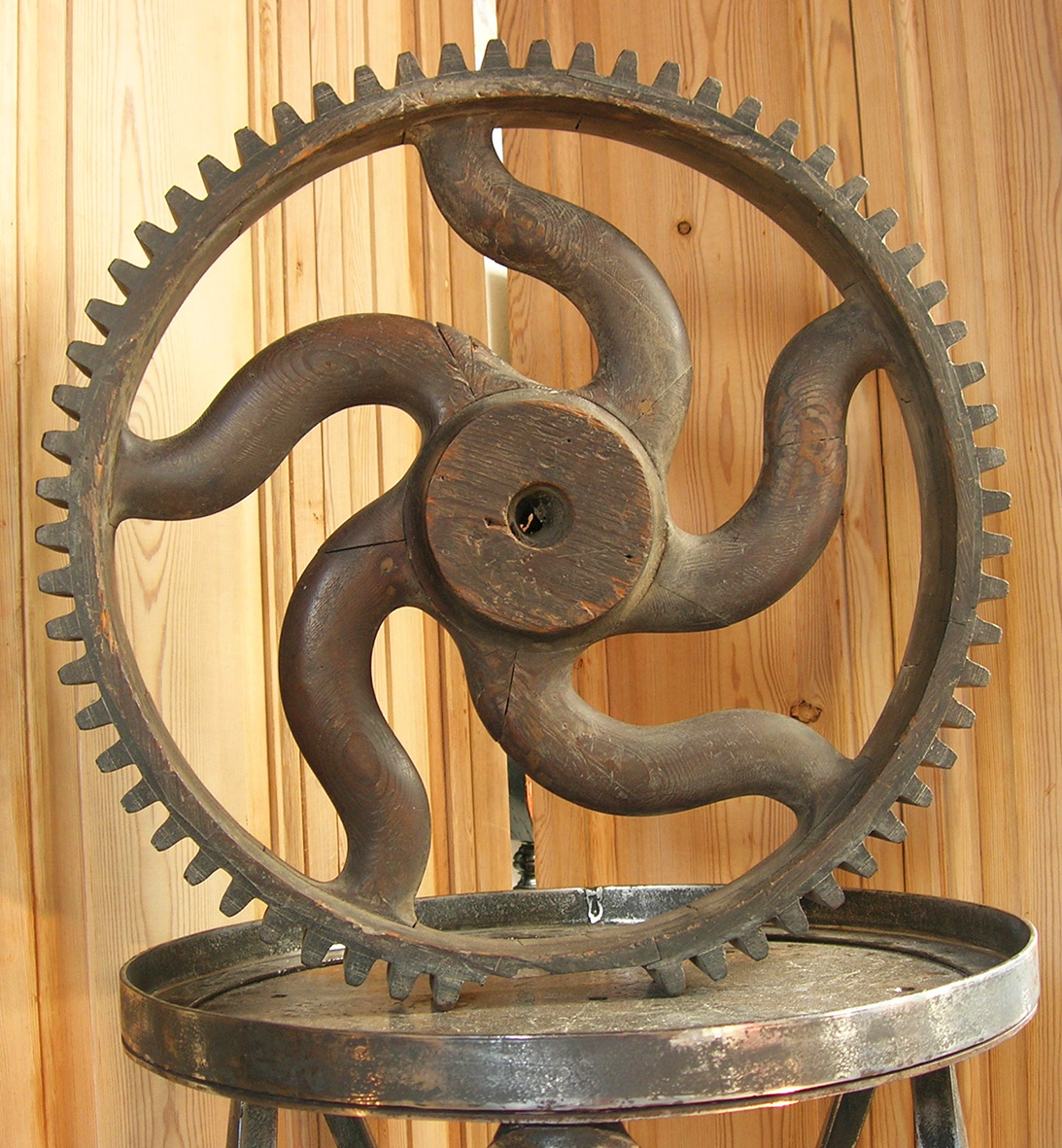
Дерев'яна ливарна модель для утворення у ливарній формі порожнини виливання зубчастого колеса з чавуну

Лива́рна моде́ль (англ. casting pattern) — модель для утворення у ливарній формі відбитка, який відповідає конфігурації та розмірам виливка.

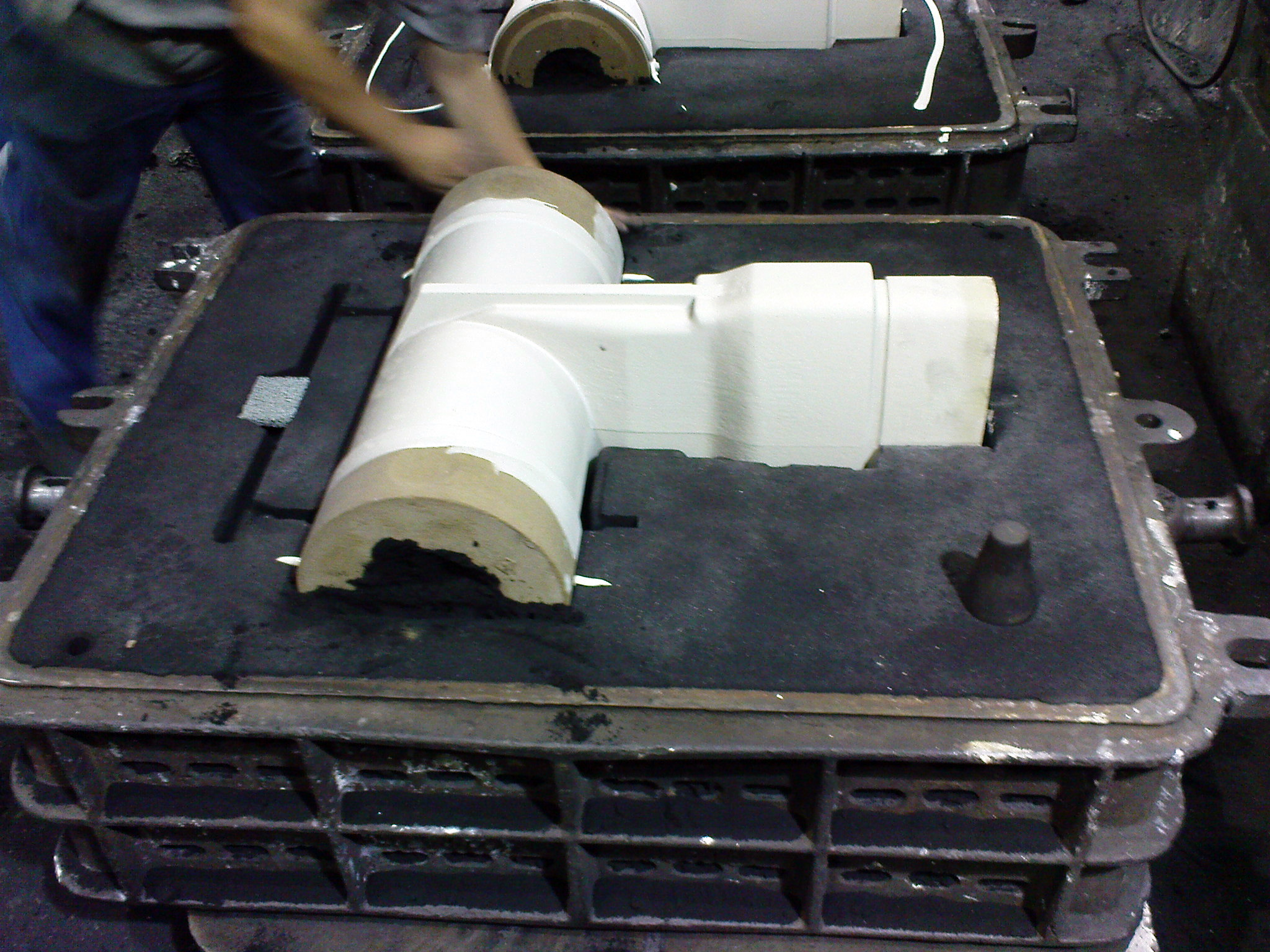
Виготовлення ливарної півформи із формувальної суміші з використанням моделі (на зображенні білого кольору)

Ливарна модель є подобою відливка, що відтворює в ливарній формі його зовнішні обриси і є складовою частиною модельного комплекту. Конструкція моделі має забезпечувати можливість вилучення її з форми. Поверхня моделі має бути гладкою, чистою, щоб при виїмці її з форми вона легко відокремлювалася від формувальної суміші. Модель повинна бути міцною, не змінюватися в розмірах та протистояти впливу вологи формувальної суміші.
При виготовленні моделей враховують технологію формування та виготовлення стрижнів, ливарні властивості металу і наступну механічну обробку деталі. Модель відрізняється від відливка наявністю стрижневих знаків (гнізд), в які вставляють стрижні, припусками на усадку металу та подальшу механічну обробку. При проектуванні моделі попередньо усі розміри деталі за кресленням збільшують на величину ливарної усадки сплаву, з якого виготовляють виливок. Для цього в модельних цехах є спеціальні лінійки з урахуванням усадки. Для чавунного і кольорового литва усадка становить 1…2 %, для сталевого — 1,5…2 %.
Розрізняють ливарні моделі: рознімні і нерознімні; дерев'яні, гіпсові, цементні, пластмасові, пінополістирольні, парафіно-стеаринові і металеві (чавунні, сталеві тощо).
При виготовленні форм машинним способом замість моделей використовують модельні плити. Модельна плита — плита, яка оформлює роз'єм ливарної форми та несе на собі закріплені частини моделі, включаючи ливникову систему та служить для набивання опокових та безопокових півформ.